# 1343
El 1343 (MCCCXLIII) fou un any comú començat en dimecres del calendari julià.

## Esdeveniments
- Reannexió a la Corona d'Aragó de la Corona de Mallorca.[1]
- Treva parcial de la Guerra dels Cent Anys.[2]